# Nate DiCasmirro
Nate DiCasmirro, född 27 september 1978, är en kanadensisk ishockeyspelare som 2008/2009 representerade Timrå IK i Elitserien i ishockey.